# Forschungsinstitut für Musik der Akademie der Künste Chinas
Das Forschungsinstitut für Musik der Akademie der Künste Chinas (chinesisch 中國藝術研究院音樂研究所 / 中国艺术研究院音乐研究所, Pinyin Zhōngguó yìshù yánjiūyuàn Yīnyuè yánjiūsuǒ, englisch Research Institute for Music of the Chinese Academy of Arts) wurde 1954 in Peking (Beijing) gegründet. Es wurde anfangs von dem Musikhistoriker Yang Yinliu geleitet. Schwerpunkt ist die Bestandsaufnahme und Erforschung der traditionellen Musik Chinas. Das Institut hat verschiedene große Sammlungen der traditionellen Musik Chinas herausgegeben, darunter die folgenden breit angelegten Sammelwerke:
- Zhongguo minjian gequ jicheng  中国民间歌曲集成 (Sammlung der chinesischen Volkslieder)
- Zhongguo minzu minjian qiyuequ jicheng 中国民族民间器乐曲集成 (Sammlung der traditionellen volkstümlichen Instrumentalmusik der Nationalitäten Chinas)
- Zhongguo quyi yinyue jicheng 中国曲艺音乐集成 (Sammlung der quyi-Musik Chinas)
- Zhongguo shuochang yinyue jicheng 中国说唱音乐集成 (Sammlung der shuochang-Musik Chinas)
- Zhongguo xiqu yinyue jicheng 中国戏曲音乐集成 (Sammlung der Musik der chinesischen traditionellen Opern)
- Zhongguo qinqu jicheng 中国琴曲集成 (Sammlung der guqin-Musik Chinas)

Unter dem Eintrag „Traditional Sound Music Archives“ wurden die Sammlungen des Archivs von der UNESCO in die Liste des Weltdokumentenerbes aufgenommen.